# ملكة جمال العالم 1972
ملكة جمال العالم عام 1972 هي النسخة الثانية والعشرون من مسابقة في تاريخ مسابقة ملكة جمال العالم منذ انطلاقتها عام 1951، عقدت مسابقة في 01 ديسمبر 1972 في قاعة ألبرت الملكية في لندن ، المملكة المتحدة على بي بي سي. تنافست 53 متسابقة على التاج الذي فاز به في نهاية الحدث بيليندا غرين من أستراليا. أصبحت غرين الفائزة الأسترالية الثانية في التاج في أربع سنوات فقط.

## النتائج

### المراكز النهائية

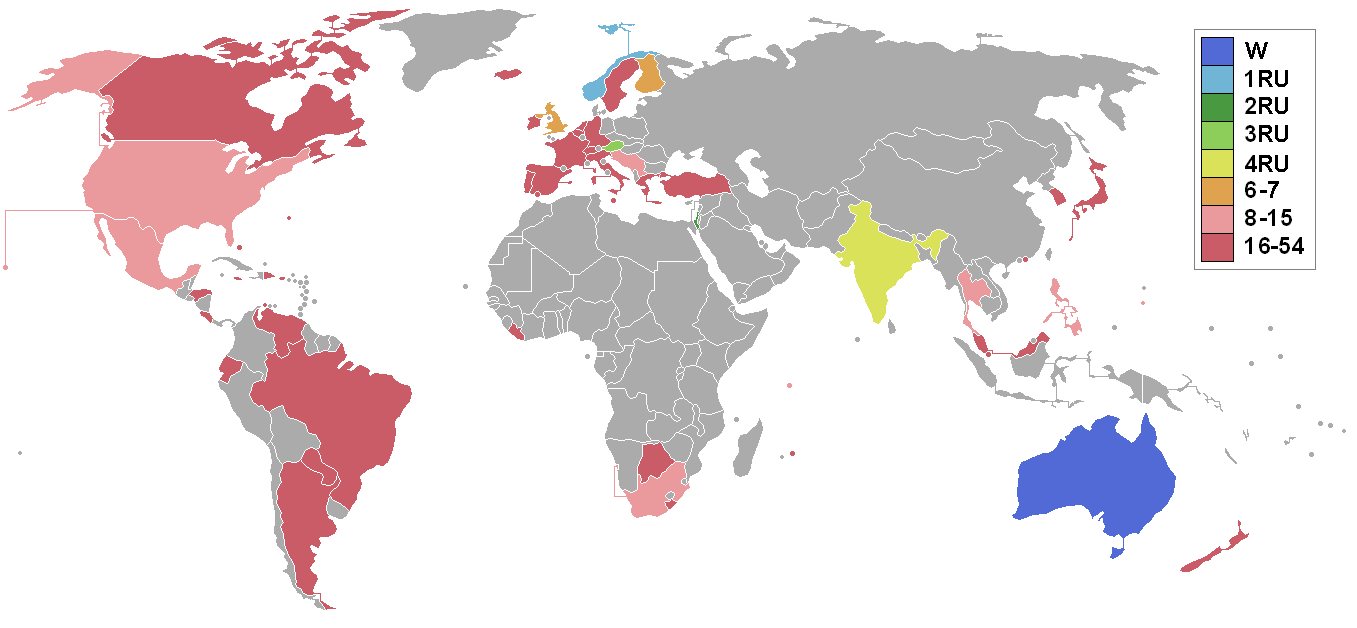
البلدان والأقاليم التي أرسلت مندوبين ونتائج لملكة جمال العالم 1972

| النتائج النهائية      | المتنافسة |
| --------------------- | --- |
| ملكة جمال العالم 1972 | - أستراليا - بليندا غرين |
| الوصيفة الأولى        | - النرويج - إنجيبورغ سورينسن |
| الوصيفة الثانية       | - إسرائيل - شانا اوردان |
| الوصيفة الثالثة       | - النمسا - أورسولا باشر |
| الوصيفة الرابعة       | - الهند - ملاثي باسابا |
| الوصيفة الخامسة       | - فنلندا - تولا أنيلي بيوركلينج |
| الوصيفة السادسة       | - المملكة المتحدة - جيني مكادام |
| أفضل 15               | - غوام - ماريلو بانجيلينان - المكسيك - غلوريا غوتيريز - الفلبين - إيفانجلين رييس - سيشل - جين سترافنز - جنوب أفريقيا - ستيفاني راينيكي - تايلند - جينتانا جيتسون - الولايات المتحدة - ليندا كارتر - يوغوسلافيا - بيليانا ريستيتش |

## المتسابقات
- الأرجنتين - أولغا إديث كوجنيني فيرير
- أروبا - ساندرا ويرلمان
- أستراليا - بليندا غرين
- النمسا - أورسولا باشر
- البهاما - هيذر كلير
- بلجيكا - آن ماري روجر
- برمودا - هيلين براون
- بوتسوانا - أغنيس موتسوير لتسيبي
- البرازيل - أنجيلا ماريا فافي
- كندا - بوني برادي
- كوستاريكا - ماريا فيكتوريا روس غونزاليس
- جمهورية الدومينيكان - تيريزا إيفانجلينا ميدرانو
- الإكوادور - باتريشيا فالكوني
- فنلندا - تولا أنيلي بيوركلينج
- فرنسا - كلودين كاسيرو
- ألمانيا - هايديماري ريناتي ويبر
- جبل طارق - روزماري فيفيان كاتانيا
- اليونان - هيلين ليكسا
- غوام - ماريا لويز بانجلينان
- هولندا - مونيك بورجيلد
- هندوراس - دوريس فان تويل
- هونغ كونغ - جاي مي لين
- أيسلندا - روسا هيلجادوتير
- الهند - ملاثي باسابا
- أيرلندا - بولين تيريز فيتزسيمونز
- إسرائيل - حنا اوردان
- إيطاليا - لورا رومانو
- جامايكا - جيل جيرالدين فيليبس
- اليابان - أكيكو كاجيتاني
- ليبيريا - سيسيليا أرمينا كينغ
- ماليزيا - جانيت موك سوي تشين
- مالطا - جين أتارد
- موريشيوس - ماري آنج بيستل
- المكسيك - غلوريا غوتيريز لوبيز
- نيوزيلندا - كريستين دايل آلان
- النرويج - إنغبورغ ماري سورنسن
- باراغواي - روزا أنجليكا موسي
- الفلبين - إيفانجلين روساليس رييس
- البرتغال - أنيتا ماركيز
- بورتوريكو - آنا نيسي جويكو
- سيشل - جين إدنا ستريفنز
- سنغافورة - روزاليند لي إنغ نيو
- جنوب أفريقيا - ستيفاني إليزابيث راينكي
- إفريقيا الجنوبية - سينثيا شانغي
- إسبانيا - ماريا ديل روسيو مارتين مادريجال
- السويد - ريتا بيرنتسون
- سويسرا - أستريد فولنويدر
- تايلند - جينتانا جيتسوفون
- تركيا - فيزال كيبرر
- المملكة المتحدة - جينيفر ماري ماك آدم
- الولايات المتحدة - ليندا كارتر
- فنزويلا - أماليا هيلر جوميز
- يوغوسلافيا - بيلجانا ريستيتش

## الروابط الخارجية
- موقع ملكة جمال العالم الرسمي